# Olingachacatlán
Olingachacatlán är en ort i Mexiko.   Den ligger i kommunen Chilapa de Álvarez och delstaten Guerrero, i den södra delen av landet, 230 km söder om huvudstaden Mexico City. Olingachacatlán ligger 912 meter över havet och antalet invånare är 118.
Terrängen runt Olingachacatlán är bergig österut, men västerut är den kuperad. Runt Olingachacatlán är det ganska glesbefolkat, med 43 invånare per kvadratkilometer. Närmaste större samhälle är Acatepec, 15,0 km öster om Olingachacatlán. I omgivningarna runt Olingachacatlán växer huvudsakligen savannskog.